# Hypophthalmus oremaculatus
Hypophthalmus oremaculatus és una espècie de peix de la família dels hipoftàlmids i de l'ordre dels siluriformes.

## Hàbitat
És un peix d'aigua dolça i de clima tropical.

## Distribució geogràfica
Es troba a Sud-amèrica: conca del riu Paranà.